# Поддубный, Иван Максимович

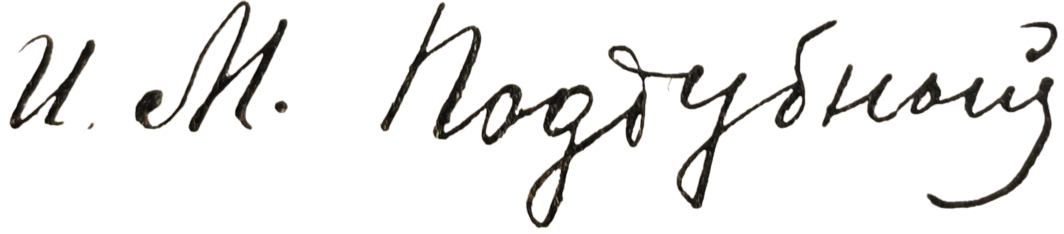
Автограф Ивана Поддубного

Ива́н Макси́мович Подду́бный (рус. дореф. Иванъ Максимовичъ Поддубный, укр. Іван Максимович Піддубний; 26 сентября [8 октября] 1871, Красеновка — 8 августа 1949, Ейск) — российский и советский профессиональный борец.
Карьера Ивана Поддубного началась в цирках Российской империи в конце XIX века, с 1903 года — один из самых популярных борцов Европы во французском (греко-римском) стиле. Чемпион мира по борьбе в Париже 1905—1908 годов (точное количество титулов оспаривалось современниками). Карьера Поддубного продолжалась более 40 лет.
Заслуженный артист РСФСР (1939), заслуженный мастер спорта СССР (1945).

## Ранняя жизнь

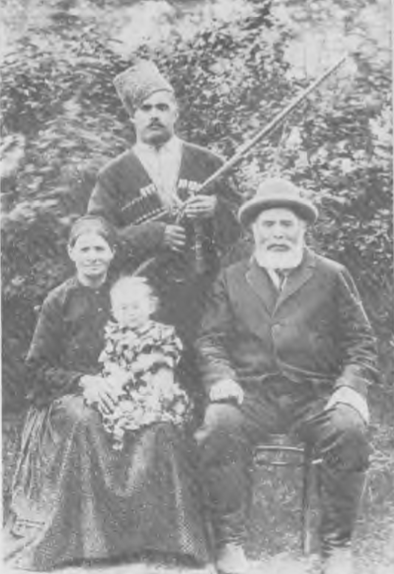
Поддубный с родителями и братом Митрофаном. Не позднее 1912 года

Иван Поддубный родился в 1871 году в селе Красеновка Золотоношского уезда Полтавской губернии (ныне — Чернобаевский район, Черкасская область, Украина) в семье Максима Ивановича Поддубного и Анны Даниловны (Науменко). Род Поддубных происходит из запорожских казаков. У Ивана было три брата и три сестры. Отец прожил 68 лет (умер в 1912 году), мать — 85 лет. В детстве по воскресеньям и в праздники он пел в церковном хоре. Через много лет Поддубный скажет, что единственный человек, который сильнее его — его отец.
С детства Иван был приучен к тяжёлой крестьянской работе и с 12 лет батрачил. В 1893—1896 годах — портовый грузчик в Севастополе и Феодосии. В 1896—1897 годах работал приказчиком в фирме «Ливас».

## Карьера борца

### Российская империя
В 1896 году в Феодосийском цирке Бескаравайного Иван Поддубный победил известных в ту пору атлетов — Георга Луриха, Ивана Бороданова, Никиту Разумова, итальянца Сен Паппи. С 1897 года выступал на аренах цирков как гиревик и борец, начал с русской борьбы на поясах, в 1903 году переключился на французскую (греко-римскую) борьбу. С 1899 года — в труппе итальянских братьев Труцци.
Цирковая борьба в России делилась на два типа. «Шике» — борьба на публику, схватка живая, интересная. В ней приёмы и контрприёмы следуют чередой. Применяются рискованные и эффектные трюки, которым нет места в реальной борьбе. «Бур» — соревновательные выступления. В «буровых» схватках чемпионы выясняли, кто же из них сильнее, шла борьба за престиж, за право получать большие деньги. Поддубный отлично себя чувствовал в обоих типах, в «буровой» борьбе считался непобедимым. По воспоминаниям Петра Ярославцева, который с конца 1909 по середину 1913 года был организатором и судьёй большинства турниров с участием Поддубного, он ни разу не видел, чтобы Поддубный боролся в соревновательном матче.

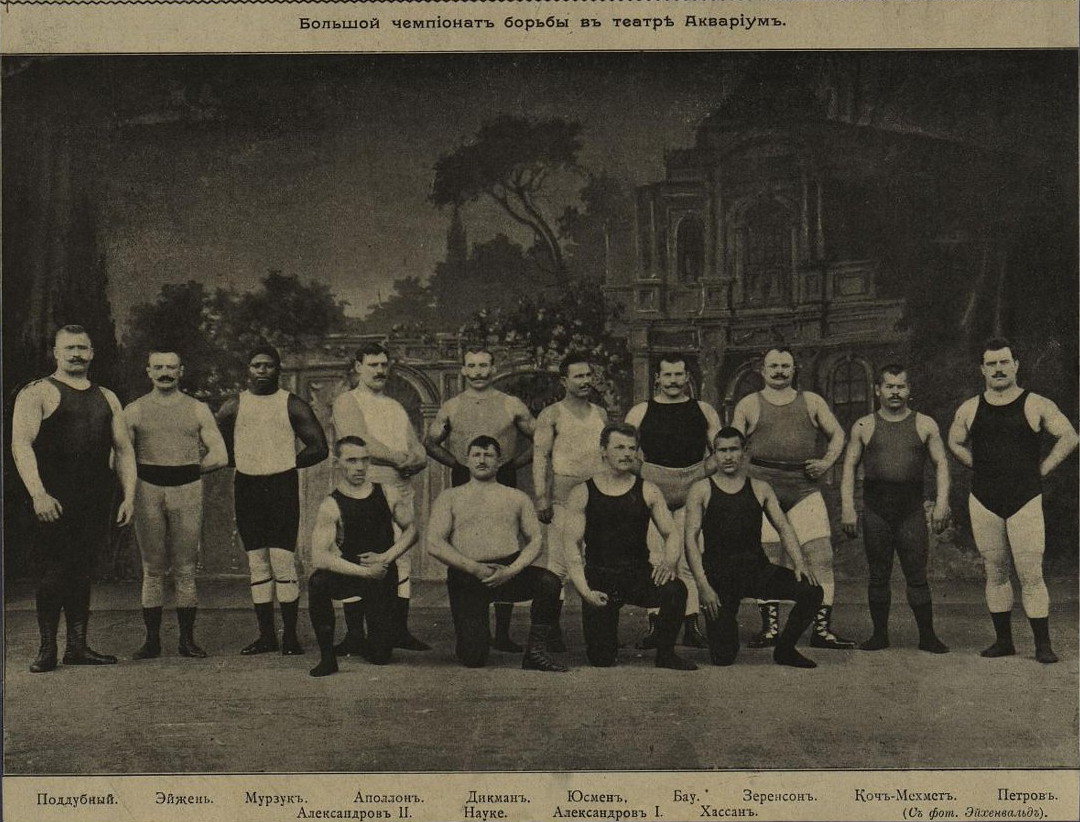
Большой чемпионат борьбы в театре «Аквариум», Москва. 1903 год

В 1903 году по вызову основателя «Санкт-Петербургского атлетического общества» графа Георгия Рибопьера Поддубный приезжает в Петербург, где получает приглашение представлять Россию на чемпионате мира по борьбе в «Казино де Пари» в Париже. Это был первый турнир Поддубного за рубежом. В Париже ему составили медицинскую карточку: рост 184 см, вес 118 кг, бицепс 46 см, грудь 134 см на выдохе, бедро 70 см, шея 50 см. Третьим соперником Поддубного на турнире стал француз Рауль ле Буше. В начале матча Поддубный пожаловался, что ле Буше намазал себя маслом, поэтому ле Буше попросили вытереть его, после чего матч возобновился. Ле Буше выиграл по очкам 2:0, которые он получил за уходы от атак. Проиграв, Поддубный покинул турнир.
Решение судей вызвало гнев публики, а Поддубный был настолько сильно потрясён нечестным судейством, что думал уйти из профессиональной борьбы. Однако поддержка друзей и коллег заставила Поддубного передумать, и на турнире в Петербурге он взял реванш у Ле Буше, заставил француза в течение двадцати минут находиться в коленно-локтевой позе, при свисте и улюлюканье публики, пока судьи не сжалились над французским борцом и не отдали победу Поддубному. Причём поражение вызвало у Ле Буше сильную истерику.

В 1904 году чемпионат мира не проводился. В 1905 году Поддубный проходит в финал чемпионата мира в Париже, где 12 декабря побеждает чемпиона мира 1903 года Иесса Педерсена. После победы на чемпионате мира Поддубный начинает более активно бороться за пределами России, проведя гастроли по Франции, Бельгии, Италии.

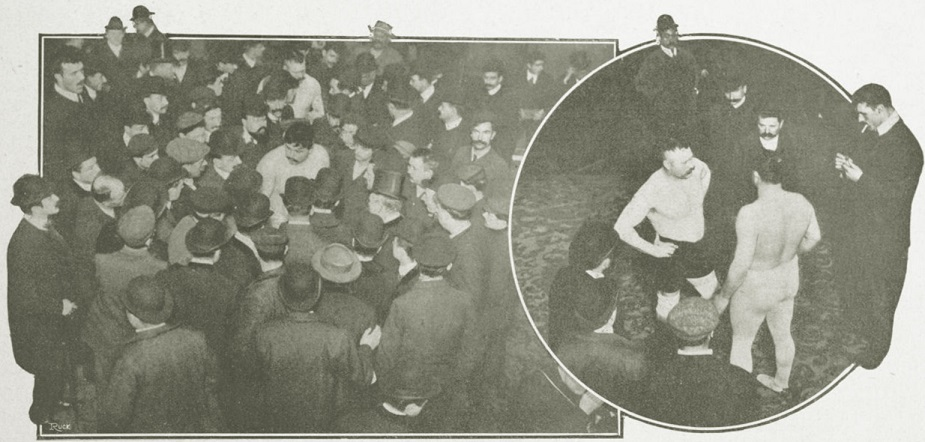
Поддубный и Рауль ле Буше готовятся бороться в спортзале, 1906 год

С 25 октября по 3 декабря 1906 года в Париже проходит два чемпионата мира, причём в одно и то же время. Первый проходит под эгидой газеты Les Sports в «Фоли-Бержер», второй проводит L’Auto в «Казино де Пари». Поддубный участвует в первом из них, где в финале побеждает Генриха Эберле. По ходу чемпионата произошло сразу несколько незапланированных событий. 26 октября Иван Поддубный вызвал Збышко, Луриха и Аберга на поединок в спортзале Поля Понса. Поддубный пришёл туда в указанное им время, но остальных троих не было. Вместо него явился Лоран ле Бокайруа, но Поддубный не захотел с ним бороться. Это связано с историей, когда ранее в Москве Поддубный вторгся в турнир, где боролись Лурих и Аберг, и предложил им обоим побороться с ним, но они отказались и отрицали, что этот инцидент имел место, поэтому Поддубный снова бросил им вызов, но на этот раз в Париже. 28 октября Поддубный снова пошёл в спортзал Понса, так как слышал, что Лурих может появиться и принять его вызов, но Лурих не явился. 19 ноября Рауль Ле Буше, одна из главных французских звёзд и протеже Поля Понса, явился и вызвал на бой всех борцов из первой десятки за исключением Поддубного. 23 ноября вызов Ле Буше изменился: теперь он предложил Поддубному 5000 франков, если Поддубный согласится бороться с ним. Затем Раймон Казо вклинился между всеми вызовами и тоже захотел побороться с Ле Буше. После долгих споров было решено, что Ле Буше будет бороться с Поддубным и Казо в спортзале Поля Понса. Все трое явились в спортзал, который был переполнен людьми, включая других борцов. В тот момент, когда Поддубный и Ле Буше собирались начать борьбу, представитель Поля Рюэ (директора «Фоли-Бержер») остановил их и объяснил, что и Поддубный, и Казо имеют контракт с Рюэ на то, чтобы бороться только в его зале на время чемпионата мира. Они могли бы бороться с Ле Буше, если бы захотели, но тогда они должны были бы заплатить большой штраф Рюэ. Это было встречено бурным освистыванием и криками толпы. После некоторых колебаний Поддубный и Казо решили не бороться с Ле Буше.

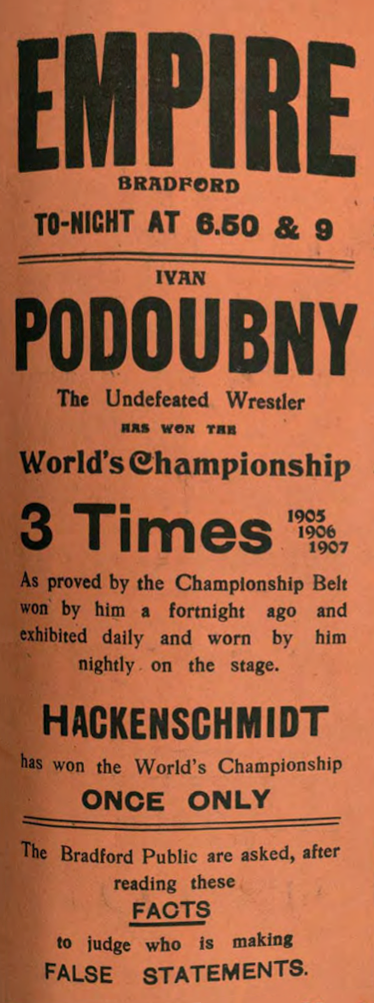
Приглашение на дискуссию о количестве титулов Поддубного, 1907 год

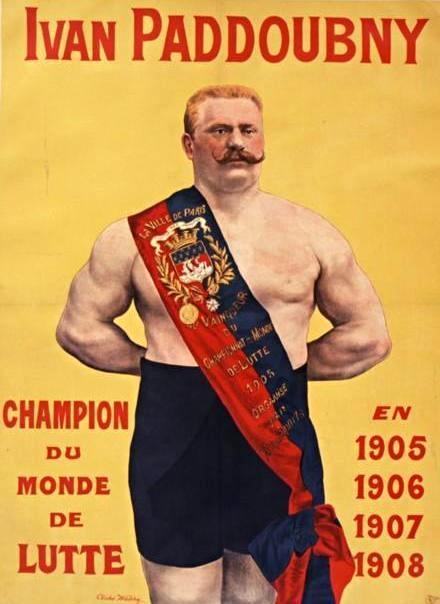
Плакат 1909 года с изображением Поддубного

Во множестве советских и российских биографий, а также ряде зарубежных рекламных материалов, Поддубный назван чемпионом мира 1907 года, однако нет информации, в каком чемпионате он получил этот титул. 11 сентября 1907 года в газете Bradford Daily Argus Георг Гаккеншмидт высказывает сомнения в чемпионских титулах Поддубного, просит предоставить информацию о том, кто организовывал чемпионаты 1905 и 1907 годов. В 1907 года газеты Les Sports и L’Auto вновь проводят два чемпионата мира, Поддубный не участвует ни в одном из них, а начинает бороться в «Казино де Пари» в серии мероприятий под названием «Поддубный против всех». Поддубный бросил открытый вызов: 200 франков тому, кто сможет продержаться с ним 15 минут, и 8000 франков тому, кто сможет победить его. 13 ноября 1907 года Поддубный и два его менеджера без предупреждения появляются на чемпионате мира L’Auto и вызывают Поля Понса на бой, поставив на кон 20 000 франков. Пока Поддубный побеждал соперника за соперником в «Казино де Пари», заведение использовало рекламную тактику: по всему Парижу были расклеены афиши с упоминанием о вызове Поддубного Понсу с надписью «Понс боится Поддубного». В течение некоторого времени в газетах также появлялись рекламные объявления, в которых Поддубный назывался «ужасом Понса». В конечном итоге ситуация привела к тому, что Понс подал в суд на Поддубного, «Казино де Пари» и две газеты за недобросовестную конкуренцию и дискредитацию. Суд оправдал Поддубного, но признал виновными менеджеров, назначил штраф и заставил публиковать опровержения.

В 1907 году Гаккеншмидт отмечает четырёх сильнейших борцов: бельгийца Константа Ле-Марена, поляка Станислава Збышко, Ивана Поддубного и американца Джо Роджерса. Все четверо бросают Гаккеншмидту вызов, он соглашается бороться с самым сильным из них, что должен определить турнир. В Англии Гаккеншмидт посещает матч Збышко и Поддубного, который по дисквалификации выигрывает поляк.
Поддубный выиграл чемпионат мира 1908 года, который проходил с 1 ноября по 5 декабря 1908 года в «Казино де Пари». В финале он победил Ивана Заикина. В турнире участвовали преимущественно борцы из труппы Поддубного — Заикин, Кальметт, Кащеев.
В начале мая 1915 года в Екатеринославе (в здании старого цирка у Озёрки) одержал победу над чемпионом Александром Гаркавенко («Чёрной маской»), а через два дня — над Иваном Заикиным.

### СССР
В годы Гражданской войны работал в цирках Житомира и Керчи.
В начале 1920 года Одесская ЧК арестовывала и расстреливала всех, кто подозревался в антисемитизме. Имелись сведения, что борец Поддубов принимал участие в еврейских погромах. По созвучию имён арестовали Поддубного, но, разобравшись, его отпустили. Сохранилась справка Одесской губернской Чрезвычайной следственной комиссии от 20 февраля 1920 года, реабилитировавшая Поддубного.
В 1922 году в 51-летнем возрасте начал выступать в Московском и Петроградском цирке (бывший Цирк Чинизелли). Врачи после осмотра заявили, что здоровье у атлета отменное, нет никаких претензий. Однако цирковая борьба в новой стране вызывала скепсис, газеты писали: «...дикая, перенесённая в наше время из средневековья борьба, бой гладиаторов и бокс — кому это нужно?». В это время Поддубный считается ветераном, все ожидают скорое окончание карьеры.
В 1924 году 53-летний Поддубный проиграл схватку рязанскому борцу Ивану Чуфистову. Это была их вторая встреча, в первой Поддубный выиграл. После схватки он сказал своему сопернику: «Эх, Ванька, не тебе я проиграл, а старости своей».
Около 1924 года Поддубный женится на Марии Машониной. На обзаведение хозяйством молодожёнам нужны были деньги, потому Иван Максимович принял приглашение поехать на гастроли в Германию, где выступает около года. В Германии результаты матчей определяются организаторами, что вызывает недовольство Поддубного.
Поддубный подписал контракт с промоутером Джеком Пфефером и 20 ноября 1925 года на пароходе SS Deutschland отправился из Гамбурга в Нью-Йорк. По американским законам атлеты старше 38 лет могли выступать только с разрешения врачебной комиссии, которую 54-летний Поддубный прошёл. В этот период рестлинг в Америке принимал постановочный характер, Поддубного преподносили как борца старой школы, ему к тому же пришлось учиться кэтчу. 19 января он победил Владека Збышко за 44 минуты. Промоутер Джек Кёрли организовал Поддубному чемпионский матч: 2 февраля 1926 в Нью-Йорке года Поддубный уступил чемпиону мира по рестлингу в тяжёлом весе Джо Стечеру, что американская пресса назвала первым поражением Поддубного за 25 лет. 16 июня Стечер вновь побеждает Поддубного в Olympic Auditorium в Лос-Анджелесе при 10 000 зрителей. 20 ноября 1926 года The New York Times сообщает о победе Томми Драака над Поддубным в Ньюарке. Несмотря на уговоры остаться в США, в феврале 1927 года Поддубный отплывает в СССР.
В СССР торжественно встречают вернувшегося борца. 17 июня 1927 года Поддубный боролся на открытой сцене Таврического сада с известным московским борцом Апиксандром Калишевичем и одержал победу. В Ленинграде Поддубный объявляет, что хочет найти себе преемника и тренируется с молодыми борцами. В 1928 году американский промоутер Рудольф Миллер вновь приглашает Поддубного в США, предлагает ему 65 процентов со сборов, но он отказывается ехать. В конце сентября 1928 года его пригласили принять участие в матчах французской борьбы в Курском цирке братьев Таити. Поддубный побеждает многих борцов, но проигрывает Климентию Булю.
На деньги, заработанные в США, в 1927 году семья Поддубного покупает дом с садом в Ейске. Из Ейска Поддубный регулярно выезжает на гастроли в цирках по СССР. Ковёр покинул в 1941 году в 70-летнем возрасте.
В ноябре 1939 года Ивану Поддубному в Кремле за выдающиеся заслуги «в деле развития советского спорта» был вручён орден Трудового Красного Знамени и присвоено звание Заслуженного артиста РСФСР.
В 1945 году присвоено звание «Заслуженный мастер спорта СССР».
Послевоенные годы проживал в нищете, ради еды ему пришлось продать все завоёванные награды.

## Личная жизнь

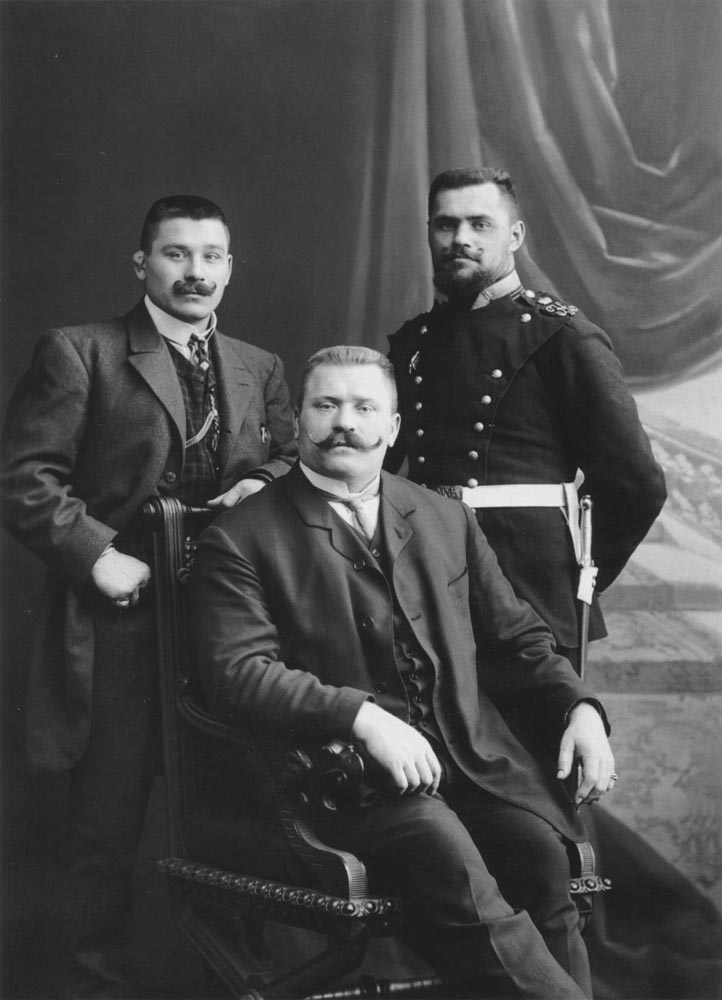
Иван Поддубный с братьями. Около 1910 года

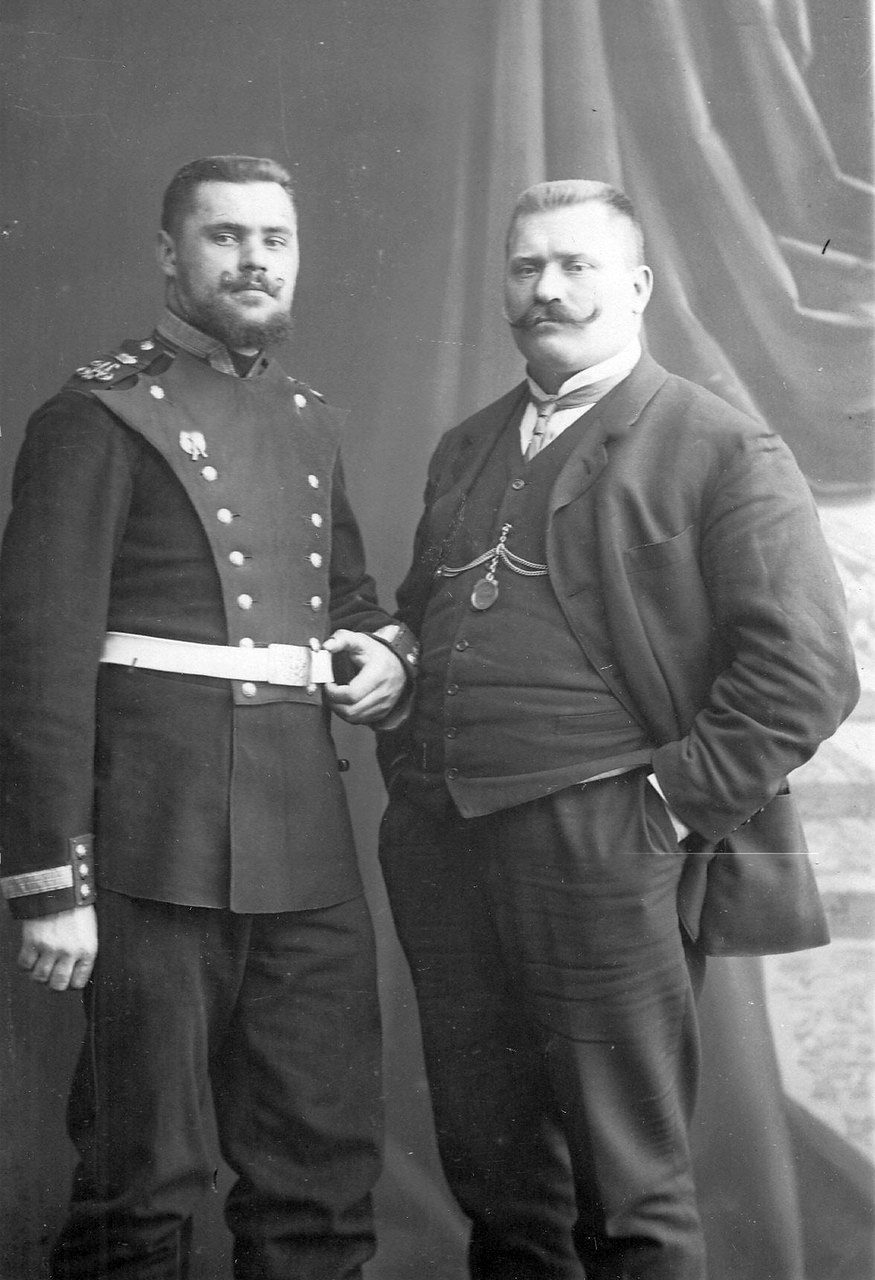
Поддубный с младшим братом. Около 1910 года

У Ивана Поддубного было три сестры (Мотрона, Мария и Евдокия) и три брата (Омелян (Емельян), Никита и Митрофан). Судьба Омеляна и Никиты неизвестна, а Митрофан продолжал жить в Красеновке, где умер в 1966 году. Последним родственником Ивана Поддубного, жившим в Красеновке, была его внучка Ганна Захаровна, умершая до 2011 года. Известно, что у Мотроны и Марии было по трое детей, но наиболее близкие отношения Иван поддерживал с младшей сестрой Евдокией и был крёстным отцом её дочери Марии. Со временем Евдокия переехала в соседнее село Богодуховку, а затем в Золотоношу.
В начале XX века, когда Иван Поддубный стал работать в цирке в Киеве, он познакомился с гимнасткой Марией Дозмаровой. Вскоре во время выступления Мария упала с трапеции и погибла.
Весной 1906 года во время пребывания Ивана Поддубного в Екатеринославе в гостях у своего друга историка запорожского казачества Дмитрия Яворницкого, их общий друг, художник Николай Струнников, нарисовал его портрет, на котором изобразил Поддубного в виде запорожского казака. Он хранится в Днепропетровском историческом музее.
В 1910 году женился на Антонине (Нине) Николаевне Квитко-Фоменко. В 1920 году во время гастролей в Одессе Поддубный узнал, что Нина ушла к другому мужчине.
Примерно в 1927 году женился на вдове Марии Машониной, сын которой был его учеником. У них не было детей. Семейство поселилось в собственном доме у моря в Ейске. Борец прожил с ней до конца своих дней.
В годы Великой Отечественной войны проживал на оккупированной немцами территории в Ейске. Во время оккупации Ейска в 1941—1943 годах Иван Поддубный продолжал демонстративно носить свой орден Трудового Красного Знамени, вручённый в 1939 году. Немецкие власти разрешили ему работать в бильярдном зале при военном госпитале, что позволило пережить оккупацию. Ответил отказом поехать в Германию и готовить немецких спортсменов, сказав: «Я — русский борец. Им и останусь».
Иван Поддубный скончался от инфаркта в Ейске 8 августа 1949 года, на 78-м году жизни. Похоронен там же в городском парке, ныне носящем его имя. Здесь же ему установлен памятник, а неподалёку расположены Музей Поддубного и спортивная школа его имени. На могиле Поддубного высечено: «Здесь русский богатырь лежит».

## Награды и звания
- Первый шестикратный чемпион мира по греко-римской борьбе (1905—1909 гг.)[32]
- Орден Почётного легиона (1911)[33]
- Орден Трудового Красного Знамени (1939)[2][4][14]
- Заслуженный артист РСФСР (1939)[2][15][4][7][28][10]
- Заслуженный мастер спорта СССР (1945)[2][15][4][7][28][10]

## Память
- В СССР с 1953 года стали проводиться мемориалы Поддубного[28].
- C 1962 года проводятся международные турниры памяти Поддубного[15][4][10].
- В 1971 году неподалёку от могилы спортсмена к 100-летию со дня его рождения был открыт Мемориальный Музей Поддубного.
- В 1996 году на Украине была выпущена почтовая марка, посвящённая 125-летию со дня рождения Ивана Поддубного.
- Имя «Иван Поддубный» носит один из четырёх прогулочных теплоходов феодосийского морского порта, спущенный на воду в Таганроге в 1972 году.
- В 2011 году в Ейске Поддубному был установлен бронзовый памятник с памятной табличкой «Чемпиону чемпионов в честь 140-летия от благодарных последователей», открытие которого провёл выдающийся советский и российский борец А. А. Карелин[34].

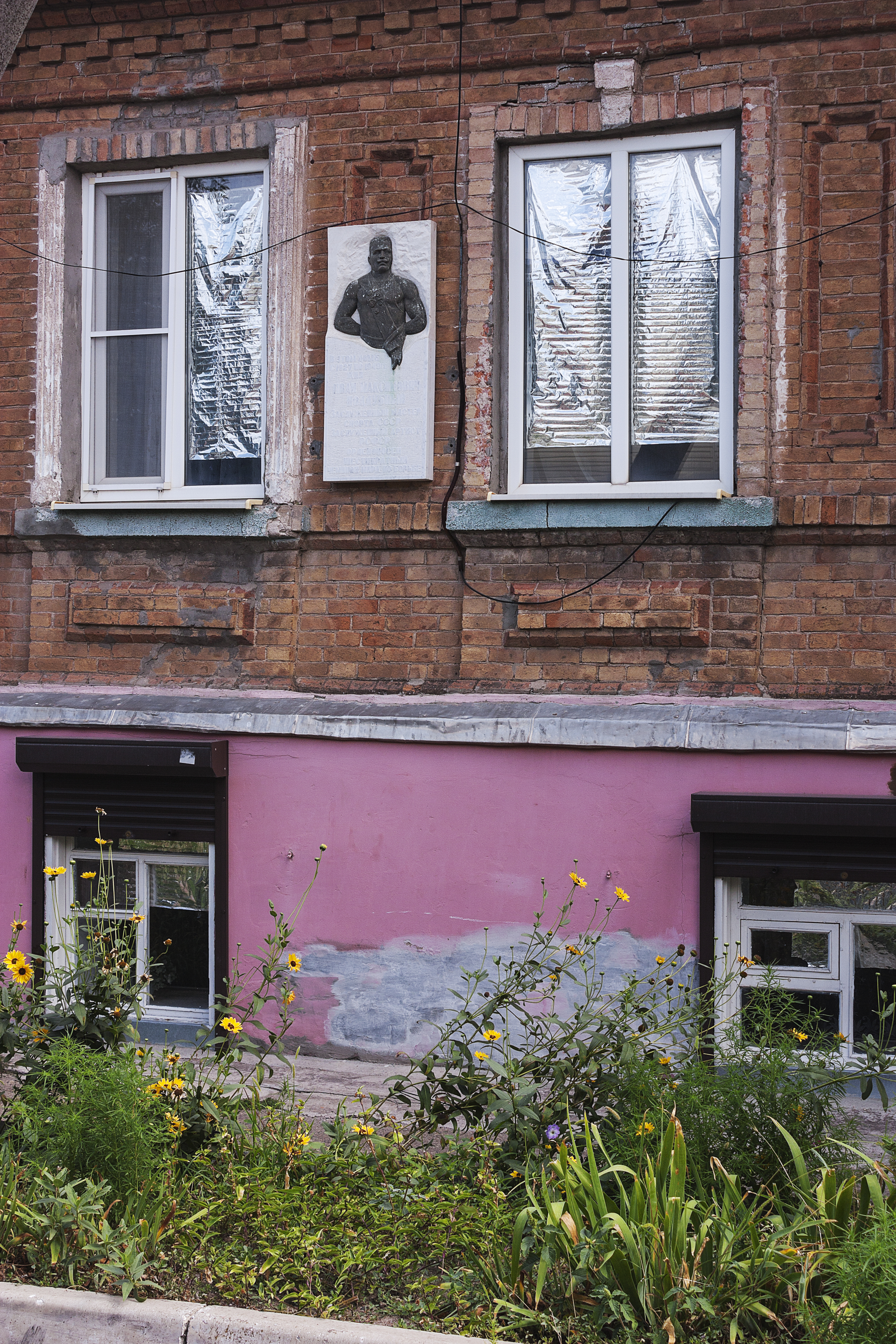
Дом в Ейске, где проживал Поддубный
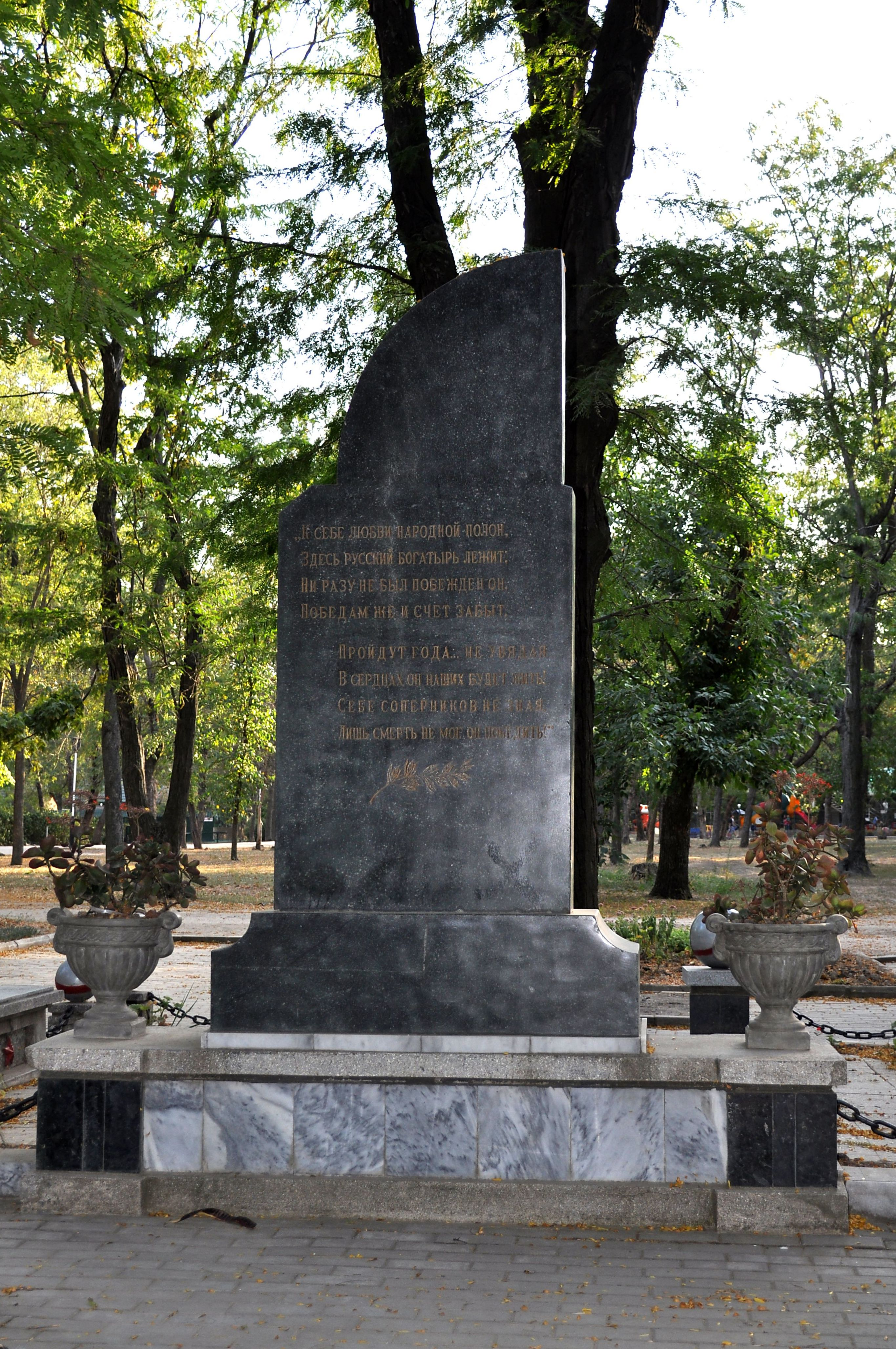
Памятник на могиле Поддубного
Бюст Поддубного в Ейске
Памятник атлету в Ейске в парке его имени, установлен в 2011 году
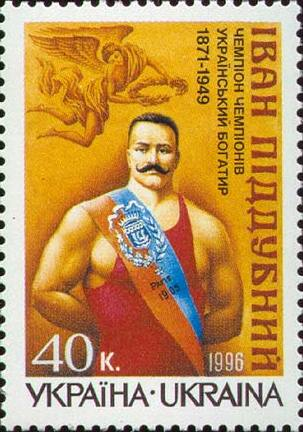
Иван Поддубный. Почтовая марка Украины

### В кинематографе
- Х/ф «Борец и клоун» (1957, Мосфильм, режиссёры: Константин Юдин и Борис Барнет). Поддубный — Станислав Чекан.
- Х/ф «Знай наших!» (1985, киностудия «Казахфильм»). Поддубный — Дмитрий Золотухин.
- Д/ф «Иван Поддубный. Трагедия силача» (2005)
- Х/ф «Поддубный» (2014, режиссёр Глеб Орлов). В главной роли — Михаил Пореченков[35].